# Јован Грбић
Јован Грбић (1736 – 1788) био је српски сликар и иконограф.

## Биографија
Отац Раде упутио је Јована као дечака у манастир Гомирје да се учи књизи. Када су 1751. у манастир дошли руски калуђери, трговци иконама, гомирско братство приметивши у њему смисао и вољу за сликање послало га је с њима у Русију да учи да слика иконе. После неколико година учења сликарства вратио се и придружио Луки Никшићу и Ђорђу Мишљеновићу у учењу сликања икона у сликарско-зографској школи монаха Симеона Балтића, која је тада деловала у манастиру Гомирје. Као Балтићев ученик спомиње се 1764.
О томе Манојло Грбић пише:
| „ | По једној биљешци платио је владика 1763. за боју и за злато, што је молер наручио за гомирски иконостас 400 фр. у сребру. Као ученици монаха Симеона спомињу се 1764. год. Лука Никшић, Јован Грбић и Ђорђе Мишљеновић. Али монах Симеон не хтједе ове ђаке савјесно спућивати у сликарству, и с тога се ови потуже на-њ игуману, а овај јави то владици. Молер Симеон остао је и на даље у Гомирју, бавећи се непрестано сликарством. Године 1780. још је био жив, јер те је године насликао 4 иконе за перјасичку цркву. Толико сам разабрао за споменутога ученика, Јована Грбића, да је он сликао иконостас у подлапачкој цркви, као у своме родноме мјесту. Тај иконостас и данас постоји, те се види на њем, да га је радио почетник, али се одмах позна, да је из гомирске школе, које гођ видио оба иконостаса. | ” |

Иконостас у подлапачкој цркви (Сврачково Село) спада у његове раније радове. Ово село је имало и православну и католичку цркву. Православну цркву потпуно су порушили хрватски комунисти, а католичка постоји и дан-данас. Остали његови радови налазили су се у православним црквама Горње Хрватске, Војне Крајине и Далмације. Сликао је на дасци и платну. Оженио се Василијом Челићевом из Коренице и имао шесторо деце: Спиридона, Тодора, Рада, Јосифа, Шиму и Марију.